# Luang Prabang
Louangphabang  (Lào: ຫລວງພະບາງ) hoặc Luang Phabang (phát âm [lǔaŋ pʰa.bàːŋ]), thường được chuyển tự sang các ngôn ngữ phương Tây từ cách viết trong tiếng Lào trước năm 1975 ຫຼວງພຣະບາງ (ຣ = r) là Luang Prabang, là 1 thành phố ở phía bắc trung Lào, ngày bên bờ đông (tả ngạn) sông Mê Kông, trên một bán đảo ở hợp lưu sông Nam Khan và Mê Kông. Nó được công nhận là di sản văn hóa thế giới của UNESCO vào năm 1995.
Thành phố là cố đô của Lào, nổi tiếng với nhiều ngôi chùa và tu viện Phật giáo.
Thành phố là một phần của huyện Louangphabang thuộc tỉnh Louangphabang và là thủ phủ và trung tâm hành chính của tỉnh. Nó nằm cách 300 km (190 mi) về phía bắc của Viêng Chăn. Dân số hiện nay khoảng 56.000 người với khu vực bảo tồn của UNESCO có dân số khoảng 24.000 người.

## Tên gọi
Trong danh từ Luổng Phạ Bang, "Luổng" là một từ Tày - Thái, có nghĩa gốc là to, lớn. Trong tiếng Lào thì "luổng" cũng đã chuyển biến thành một danh từ riêng biệt để chỉ nhân vật cao cả, người có chức quyền cao, nghĩa là "đấng", "đức".
"Phạ" là từ Lào gốc tiếng Phạn, dùng để chỉ Đức Phật hoặc nhà sư và khi đứng trước một danh từ chỉ người thì nó chỉ tính chất thiêng liêng, cao cả của nhân vật đó. Còn "bang" là một từ "thuần Lào", nghĩa là "mỏng" (nghĩa gốc), "mảnh mai", "mảnh khảnh", tương tự ở nhiều ngôn ngữ Tày - Thái. Dịch sát nghĩa thì ba tiếng "Luổng Phạ Bang" có nghĩa là "Đức Phật mảnh khảnh". Trong tiếng Tày - Nùng "luông" có nghĩa là Rồng, "phạ" có nghĩa là Trời, "bang" mỏng, cộng hết các từ lại dịch theo tiếng Tày - Nùng nghĩa là "Rồng trời mỏng ".
Theo các thư tịch cổ Việt, địa điểm này còn có tên gọi là Nam Chưởng, và theo Đại Nam chính biên liệt truyện, nó còn có tên là Lao Long quốc, tục gọi là Lào Qua Gia, Mường Luông hay Mường Luổng.
Louangphabang có nghĩa đen là "Hình ảnh Đức Phật Hoàng gia", là một thành phố
Nó cũng được biết đến với tên cổ Xieng Thong..

## Lịch sử

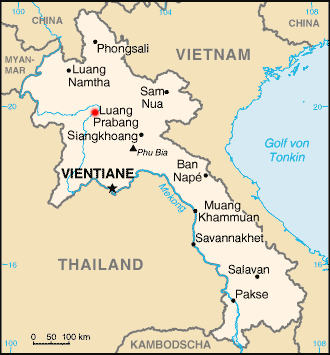
Vị trí thành phố

Muang Sua hay Muang Swa, Mường Xoa là tên cũ của Louangphabang. Sử Lào ghi là Khun Lo, một thủ lĩnh người sắc tộc Thái chiếm lấy xứ này năm 698, nhân khi quân Nam Chiếu đang bận chinh chiến ở mặt khác. Khun Lo được cha mình là vua Nam Chiếu Khun Borom ban tặng thành phố đó. Khun Borom gắn liền với truyền thuyết Lào về việc thành lập thế giới, truyền thuyết chung của dân tộc Lào cùng với người Shan và các dân tộc khác trong vùng. Khun Lo đã lập ra một triều đại với mười lăm đời vua nối tiếp nhau cai trị vùng Mường Xoa độc lập và là một giai đoạn yên ổn kéo dài một thế kỷ.

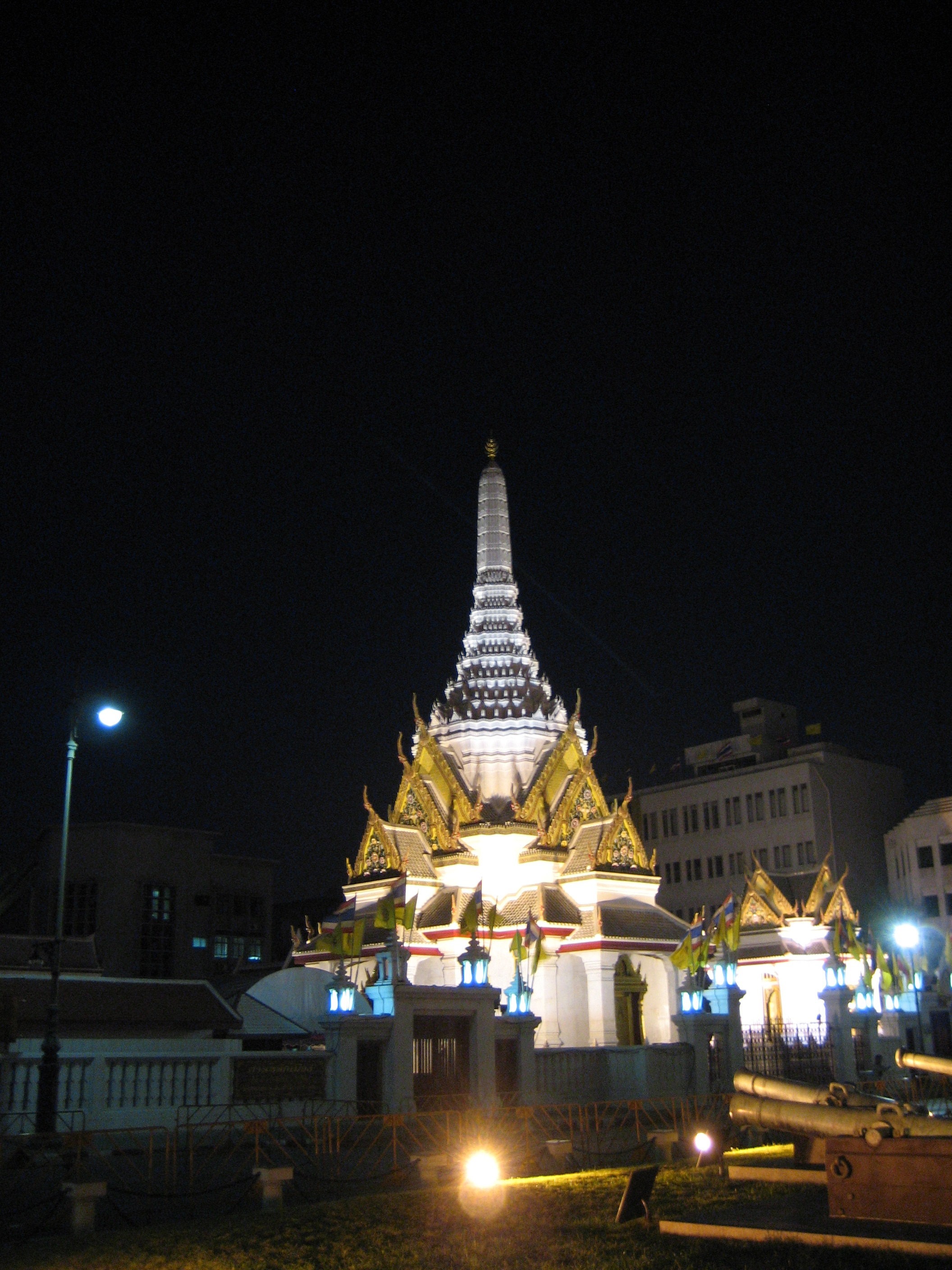
Cung điện hoàng gia cũ tại Louangphabang, hiện nay là bảo tàng

Nửa cuối thế kỷ 8, Nam Chiếu thường can thiệp vào công việc của các công quốc vùng trung châu thổ sông Cửu Long, dẫn tới việc chiếm Mường Xoa năm 709. Các hoàng tử ở Nam Chiếu hay những vị quan cai trị đã thay thế các lãnh chúa quý tộc người Thái. Thời gian của cuộc chiếm đóng này hiện chưa được biết, nhưng có lẽ nó đã kết thúc trước khi diễn ra cuộc Bắc tiến của Đế quốc Khmer dưới thời vua Indravarman I (khoảng 877-89) và kéo dài tới tận các vùng lãnh thổ của Sipsong Panna ở thượng lưu sông Cửu Long.
Cùng lúc ấy, người Khmer thành lập một tiền đồn ở Xay Fong gần Viêng Chăn, và Chămpa kéo dài tới tận miền Nam nước Lào, tiếp tục hiện diện trên hai bờ sông Cửu Long đến tận năm 1070. Chanthaphanit, vị quan địa phương cai trị Xay Fong, di chuyển về phía Bắc đến Mường Xoa và được chấp nhận một cách hòa bình làm người cai trị ở đó sau khi các vị quan của Nam Chiếu rút đi. Chanthaphanit và con trai có thời gian cầm quyền rất lâu, trong giai đoạn đó vùng này bắt đầu được gọi theo cái tên bằng tiếng Thái là Xiêng Đông-Xiêng Thoong. Cuối cùng triều đình này tham dự vào cuộc xung đột giữa một số công quốc. Khun Chuang, một vị cai trị hiếu chiến có thể là một người Khmu (cách đánh vần khác là Khamu), đã mở rộng lãnh thổ của mình sau khi chiến đấu với các công quốc khác và có thể đã cai trị trong khoảng từ 1128 đến 1169. Dưới thời Khun Chuang, một dòng họ duy nhất đã cai trị một vùng lãnh thổ rộng lớn và tái lập hệ thống hành chính kiểu Xiêm từ thế kỷ thứ 7. Ở một số khía cạnh, Phật giáo tiểu thừa đã bị gộp vào Phật giáo đại thừa.
Xieng Dong Xieng Thong đã trải qua một giai đoạn ngắn dưới quyền bá chủ của người Khmer thời Jayavarman VII từ 1185 đến 1191. Tới năm 1180 Sipsong Panna đã giành lại được độc lập từ Khmer, tuy nhiên năm 1238 một cuộc nổi dậy từ bên trong tiền đồn của Khmer tại Sukhothai đã dẫn tới việc trục xuất các lãnh chúa Khmer.
Năm 1353 Xiêng Đông-Xiêng Thoong trở thành thủ đô của Lan Xang. Năm 1560 Vua Setthathirath I di chuyển thủ đô tới Viêng Chăn, hiện nay vẫn là thủ đô của Lào.
Năm 1707, Lan Xang tan rã và Louangphabang trở thành thủ đô của Vương quốc Luangprabang độc lập. Khi Pháp sáp nhập Lào, Pháp công nhận Luangprabang là nơi cư ngụ hoàng gia của Lào. Cuối cùng, vị vua cai trị Luangprabang trở thành đồng nghĩa với nguyên thủ quốc gia của Nhà nước bảo hộ Lào thuộc Pháp. Khi Lào giành lại độc lập, vua Luangprabang, Sisavang Vong, trở thành Nguyên thủ quốc gia của Vương quốc Lào.

## Khí hậu
| Dữ liệu khí hậu của Louangphabang (1951–2000) | Dữ liệu khí hậu của Louangphabang (1951–2000) | Dữ liệu khí hậu của Louangphabang (1951–2000) | Dữ liệu khí hậu của Louangphabang (1951–2000) | Dữ liệu khí hậu của Louangphabang (1951–2000) | Dữ liệu khí hậu của Louangphabang (1951–2000) | Dữ liệu khí hậu của Louangphabang (1951–2000) | Dữ liệu khí hậu của Louangphabang (1951–2000) | Dữ liệu khí hậu của Louangphabang (1951–2000) | Dữ liệu khí hậu của Louangphabang (1951–2000) | Dữ liệu khí hậu của Louangphabang (1951–2000) | Dữ liệu khí hậu của Louangphabang (1951–2000) | Dữ liệu khí hậu của Louangphabang (1951–2000) | Dữ liệu khí hậu của Louangphabang (1951–2000) |
| Tháng                                         | 1                                             | 2                                             | 3                                             | 4                                             | 5                                             | 6                                             | 7                                             | 8                                             | 9                                             | 10                                            | 11                                            | 12                                            | Năm                                           |
| --------------------------------------------- | --------------------------------------------- | --------------------------------------------- | --------------------------------------------- | --------------------------------------------- | --------------------------------------------- | --------------------------------------------- | --------------------------------------------- | --------------------------------------------- | --------------------------------------------- | --------------------------------------------- | --------------------------------------------- | --------------------------------------------- | --------------------------------------------- |
| Cao kỉ lục °C (°F)                            | 39.4 (102.9)                                  | 38.9 (102.0)                                  | 41.1 (106.0)                                  | 44.8 (112.6)                                  | 43.9 (111.0)                                  | 40.0 (104.0)                                  | 38.9 (102.0)                                  | 40.0 (104.0)                                  | 37.8 (100.0)                                  | 38.3 (100.9)                                  | 36.1 (97.0)                                   | 32.8 (91.0)                                   | 44.8 (112.6)                                  |
| Trung bình ngày tối đa °C (°F)                | 27.7 (81.9)                                   | 30.9 (87.6)                                   | 33.5 (92.3)                                   | 34.6 (94.3)                                   | 33.8 (92.8)                                   | 32.5 (90.5)                                   | 31.6 (88.9)                                   | 31.4 (88.5)                                   | 31.7 (89.1)                                   | 30.9 (87.6)                                   | 28.8 (83.8)                                   | 26.5 (79.7)                                   | 31.2 (88.2)                                   |
| Trung bình ngày °C (°F)                       | 19.5 (67.1)                                   | 22.0 (71.6)                                   | 24.9 (76.8)                                   | 27.2 (81.0)                                   | 27.5 (81.5)                                   | 27.6 (81.7)                                   | 26.9 (80.4)                                   | 26.8 (80.2)                                   | 26.4 (79.5)                                   | 25.0 (77.0)                                   | 21.9 (71.4)                                   | 18.9 (66.0)                                   | 24.6 (76.3)                                   |
| Tối thiểu trung bình ngày °C (°F)             | 14.2 (57.6)                                   | 15.1 (59.2)                                   | 17.9 (64.2)                                   | 21.3 (70.3)                                   | 23.4 (74.1)                                   | 24.3 (75.7)                                   | 24.0 (75.2)                                   | 23.6 (74.5)                                   | 22.9 (73.2)                                   | 21.0 (69.8)                                   | 17.9 (64.2)                                   | 14.4 (57.9)                                   | 20.0 (68.0)                                   |
| Thấp kỉ lục °C (°F)                           | 0.8 (33.4)                                    | 7.8 (46.0)                                    | 10.0 (50.0)                                   | 13.9 (57.0)                                   | 17.2 (63.0)                                   | 13.9 (57.0)                                   | 19.4 (66.9)                                   | 13.9 (57.0)                                   | 10.6 (51.1)                                   | 12.8 (55.0)                                   | 6.1 (43.0)                                    | 4.4 (39.9)                                    | 0.8 (33.4)                                    |
| Lượng mưa trung bình mm (inches)              | 13.5 (0.53)                                   | 16.1 (0.63)                                   | 33.7 (1.33)                                   | 94.1 (3.70)                                   | 149.2 (5.87)                                  | 177.3 (6.98)                                  | 223.8 (8.81)                                  | 226.5 (8.92)                                  | 165.8 (6.53)                                  | 107.0 (4.21)                                  | 28.2 (1.11)                                   | 13.0 (0.51)                                   | 1.248,2 (49.13)                               |
| Số ngày mưa trung bình                        | 1                                             | 3                                             | 4                                             | 9                                             | 15                                            | 15                                            | 19                                            | 20                                            | 14                                            | 9                                             | 4                                             | 1                                             | 114                                           |
| Độ ẩm tương đối trung bình (%)                | 82                                            | 77                                            | 74                                            | 76                                            | 81                                            | 85                                            | 87                                            | 89                                            | 87                                            | 86                                            | 84                                            | 85                                            | 83                                            |
| Số giờ nắng trung bình tháng                  | 190.9                                         | 205.7                                         | 197.7                                         | 207.1                                         | 197.4                                         | 134.9                                         | 126.0                                         | 141.3                                         | 179.0                                         | 194.5                                         | 180.0                                         | 173.9                                         | 2.128,4                                       |
| Nguồn 1: Tổ chức Khí tượng Thế giới           |                                               |                                               |                                               |                                               |                                               |                                               |                                               |                                               |                                               |                                               |                                               |                                               |                                               |
| Nguồn 2: NOAA (nắng, độ ẩm 1961–1990)         |                                               |                                               |                                               |                                               |                                               |                                               |                                               |                                               |                                               |                                               |                                               |                                               |                                               |

## Các triều đại tại Louangphabang
- Khun Lo, vị lãnh chúa đã lập ra thành phố
- Phà Ngừm, hoàng tử Louangphabang người lập ra Lan Xang
- Oun Kham, nhà vua cai trị dưới thời Pháp
- Kham Souk (Zakarine), nhà vua cai trị thời Pháp và có tư tưởng độc lập
- Sisavang Vong, nhà vua thời Pháp, và khi Pháp trao lại độc lập cho Lào, đã trở thành vua của toàn bộ vương quốc

## Thắng cảnh
Louangphabang bao gồm 58 làng liền kề, trong đó có 33 làng được UNESCO công nhận là Di sản thế giới với tên gọi "Thị trấn Luangprabang". nhờ di sản về kiến trúc, tôn giáo, văn hóa độc đáo và "đáng chú ý", một sự pha trộn của sự phát triển nông thôn và đô thị trong nhiều thế kỷ, bao gồm cả ảnh hưởng của thực dân Pháp trong thế kỷ 19 và 20.
Mỗi buổi sáng, hàng trăm nhà sư từ các tu viện khác nhau đi bộ qua các đường phố để hành khất. Một trong những địa danh chính của thành phố là Phou Si, một ngọn đồi dốc cao 150 mét (490 ft), với một cầu thang dẫn đến đền Wat Chom Si nhìn ra thành phố và dòng sông.

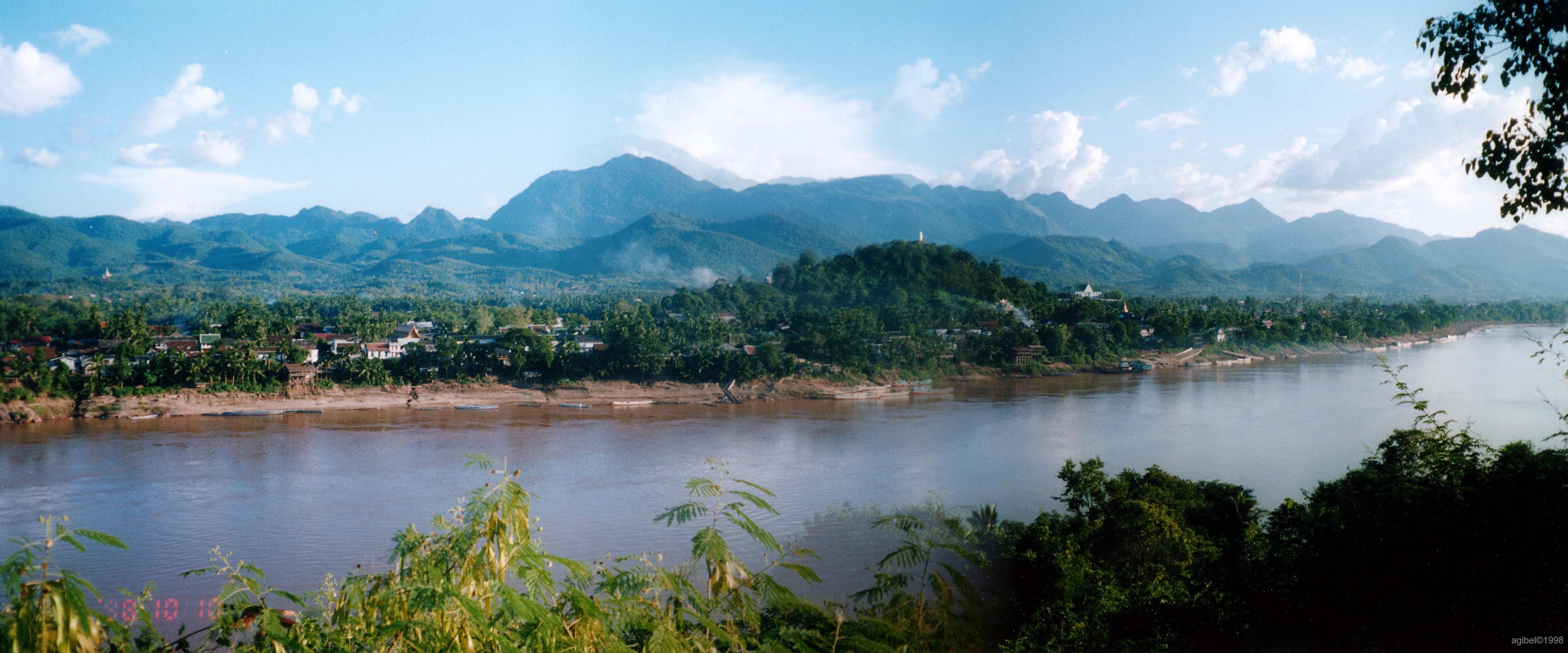
Luang Prabang nhìn từ bên kia (hữu ngạn, bờ tây) sông Mê Công

Dưới đây là một số danh thắng ở Louangphabang:
- Thác Quang Xi
- Phu Si
- Bảo tàng cung điện hoàng gia (Haw Kham)
- Wat Aham
- Wat Mai Suwannaphumaham
- Wat Manorom
- Wat Wisunarat
- Wat Xieng Muan
- Wat Xieng Thong
- Bản Khokmanh
- Bản Ban Thapene
- Bản Yang

## Vận tải
Louangphabang có Sân bay quốc tế Luang Prabang với đường bay thẳng tới
- Lào: Phôngsali, Viêng Chăn, Xiangkhouang
- Thái Lan: Bangkok, Chiang Mai
- Campuchia: Siem Reap
- Việt Nam: Hà Nội

Luangprabang có đường bộ nối tới:
- Đường 13 Bắc: Văng Viêng và Viêng Chăn
- Đường 1: Muang Xay

Sông Cửu Long là một đường nối vận tải quan trọng. Có thể đi tới Huay Xai, phía thượng nguồn gần biên giới Thái Lan, bằng tàu thủy chậm trong hai ngày, với một điểm dừng tại Pak Beng.

## Thành phố kết nghĩa
- Hội An[28]